# Adineta longicornis
Adineta longicornis is een raderdiertjessoort uit de familie Adinetidae. De wetenschappelijke naam van deze soort is voor het eerst geldig gepubliceerd in 1906 door Murray.